# Wipro
Wipro Technologies é uma empresa indiana de tecnologia da informação. 
Possui atuação mundial, incluindo escritório no Brasil e Portugal.